# Sauroctonus
Sauroctonus (von altgriech. Σαυροκτόνος Sauroktónos; „Echsentöter“) ist ein ausgestorbenes synapsides Landwirbeltier aus der Familie der Gorgonopsidae, das im Oberperm lebte. Von der Gattung wurden zwei Arten beschrieben, Fossilien der Typusart Sauroctonus progressus wurden in Tatarstan in Russland gefunden und 1955 von Alexey Bystrow beschrieben. Die zweite Art stammt aus Tansania, wurde zuerst als Arctognathus parringtoni beschrieben und erst später der Gattung Sauroctonus zugeordnet. Die Gorgonopsidae zählen zu den Theriodontia, einer Gruppe, in der die Vorfahren der Säugetiere zu finden sind.

## Merkmale
Sauroctonus erreichte eine Körperlänge von 1,2 bis 1,5 Metern, wovon etwa 25 Zentimeter auf den Schädel entfielen. Er war damit ein mittelgroßer Gorgonopside. Sein Schädel war schmal, die knöchernen Augenhöhlen (Orbita) klein. Im Oberkiefer befanden sich zwei stark verlängerte Eckzähne, ähnlich denen der Säbelzahnkatzen (Machairodontinae). Sie waren allerdings im Querschnitt oval und nicht so abgeflacht wie die der Katzen. Die fünf Schneidezähne des Oberkiefers waren sehr klein und gesägt, hinter den Eckzähnen befanden sich vier bis sechs weitere Zähne. Sein Becken war reptilartig mit voneinander getrenntem Darmbein (Ilium), Sitzbein (Ischium) und Schambein (Pubis). Sauroctonus lief mit seitlich abstehenden Beinen, in dem für Reptilien typischen Spreizgang. Wahrscheinlich nahm Sauroctonus eine ähnliche ökologische Nische ein wie die über 230 Millionen Jahre später lebenden Säbelzahnkatzen.

## Systematik
Innerhalb der Gorgonopsidae gehört Sauroctonus zur Unterfamilie Gorgonopsinae, die sich durch einige Schädelmerkmale, unter anderem ein unten nicht verdicktes Jochbein, von den übrigen Gorgonopsiden unterscheiden. Er war wahrscheinlich nah mit der südafrikanischen Gattung Scylacops verwandt.